# Via Nomentana
La via Nomentana è un'importante arteria della città e della provincia di Roma. 

## Strada Romana
Nata come via consolare romana, collegava Roma a Nomentum, città situata all'incirca dove sorge l'attuale Mentana. La denominazione originale era via Ficulensis, perché la strada era inizialmente limitata a Ficulea; il prolungamento fino a Nomentum portò al cambio di nome. 
La strada aveva origine da Porta Collina, nelle mura serviane, e da lì proseguiva in direzione nord-est fino ad arrivare a Nomentum.
In zona Marcigliana, presso una stazione di rifornimento, sono stati trovati dei resti dell'antica via Nomentana di epoca romana tali resti sono posti al Km 12 della via.

## Tratto urbano
Attualmente, via Nomentana ha origine da Porta Pia, a un centinaio di metri dall'originale Porta Nomentana; nel suo percorso urbano tocca i quartieri Nomentano, Salario, Trieste, Monte Sacro e Monte Sacro Alto; successivamente attraversa il quartiere Talenti, e mediante un viadotto supera l'uscita 11 del Grande Raccordo Anulare. Una volta superato quest'ultimo, attraversa i quartieri di Sant'Alessandro e Prato Lauro, sempre del comune di Roma.
In via Nomentana, la notte del 2 giugno 1981, all’altezza di viale XXI Aprile, Rino Gaetano va incontro a una tragica morte.

## La via Nomentana (SP22/a)
Nel suo tratto extraurbano la via Nomentana è classificata come Strada Provinciale (SP 22/a) della Città Metropolitana di Roma.
Dopo la rotatoria dell'incrocio con la via Palombarese, entra nella provincia, toccando prima Colleverde di Guidonia, poi Tor Lupara di Fonte Nuova, Mentana (l'antica Nomentum) e Monterotondo ed arriva infine a Monterotondo Scalo dove confluisce nella via Salaria.

È munita anche di alcune varianti (ugualmente classificate come Strade Provinciali):
- Nomentana bis. Il 15 dicembre 2012 è stata aperta la variante Nomentana bis che si innesta al chilometro 18,600 della Nomentana stessa nel comune di Fonte Nuova (nella frazione Tor Lupara) ove è stata realizzata una rotatoria (largo geom. Lando Ballotti). La variante Nomentana bis è stata realizzata per eliminare il traffico tra l'incrocio con la Palombarese e Tor Lupara[4]
- Tangenziale Nomentana-San Martino (Tangenziale di Monterotondo). Poco prima di entrare a Monterotondo si incontra la Tangenziale Nomentana-San Martino, che comprende una pista ciclabile.[5]

Sono stati conclusi da poco i lavori per la riqualificazione e l'ampliamento, in occasione dei mondiali di golf (Ryder Cup) avvenuti nella zona, del tratto in cui la via Nomentana si innesta con la Via Palombarese, nei pressi della rotatoria di Capobianco.